# Xanionotum mexicanum
Xanionotum mexicanum är en tvåvingeart som beskrevs av Borgmeier 1932. Xanionotum mexicanum ingår i släktet Xanionotum och familjen puckelflugor. Inga underarter finns listade i Catalogue of Life.